# Numb (låt av Linkin Park)
Numb är den trettonde och sista låten på nu metal-bandet Linkin Parks studioalbum Meteora. Det var den tredje singeln som gjordes till albumet.
Låten blev en av Linkin Parks mest hyllade låtar, såväl som en av deras mest sålda singlar. Den kom på plats nummer 11 på USA:s billboard lista Hot 100 den 24 februari 2004 och toppade Billboard's Modern Rock Tracks chart. Den var även populär i oceanien där låten kom på tionde plats i Australien och på trettonde plats i Nya Zeeland. På grund av singelns internationella popularitet, så kom den på plats nummer 14 på hitlistan United World Chart. 

## Musikvideo
Musikvideon regisserades av Joe Hahn och innehåller inomhusscener som spelades in i en kyrka i Los Angeles och utomhusscener som spelades in i Prag, i Tjeckien. Scenerna som innehåller bilder från en skola spelades in på gymnasiet Johannes Kepler's Gymnasium i Prag. 
Musikvideon följer de problem som en ung kvinnlig student har. Flickan tillbringar mycket av sin tid att måla målningar, som berättar att hon har en dröm att bli konstnär. Hon blir konstant ignorerad och förlöjligad av sina klasskamrater och även lärare. Hon har skurit sig själv på sina armar. Såren bokstaverar ordet "NUMB" - som är titeln av låten. I slutet av videon springer hon in i kyrkan som bandet spelar i.